# Grimmia ochyriana
Grimmia ochyriana là một loài Rêu trong họ Grimmiaceae. Loài này được J. Muñoz mô tả khoa học đầu tiên năm 1998.